# Rivière Propre
La rivière Propre est située dans la municipalité du Lac-aux-Sables, dans la MRC de Mékinac, en la région administrative de la Mauricie, dans la province de Québec, au Canada. La rivière Propre fait partie du bassin hydrographique de la Batiscanie et son parcours total est de 6,7 km.

## Géographie
La rivière Propre prend sa source au lac aux Sables, situé au nord-ouest du village principal du Lac-aux-Sables, à la place Pronovost, dans le secteur des terrains de camping. Après un parcours de 2,8 km (par l'eau) en recevant les eaux de la décharge du Petit lac noir, la rivière Propre se jette dans le lac Huron (partie sud-est du lac) ; ce dernier est situé dans la localité du Lac-aux-Sables entre le village principal et Hervey-Jonction. Le lac Huron se déverse par le sud dans la rivière Propre qui reprend son cours.
À partir du lac Huron, la rivière Propre coule vers le sud-est, en passant sous le pont de la route du lac Huron, puis sous un pont du chemin de fer et sous le pont routier de la Propre, du rang St-Alphonse, sur la route 153 reliant Sainte-Thècle au Lac-aux-Sables. Ce pont est caractérisé par la Côte de la Propre laquelle était dangereuse pour la circulation automobile jusqu'à la construction d'un nouveau pont et le redressement de la route. Plus bas que le pont routier, la rivière se jette dans une grande chute d'eau. Autrefois, au sommet de cette chute, un barrage avait été érigé pour actionner un moulin à scie possédé par M. Champagne.
Le segment entre le lac Huron et la route 153 est de 2,8 km ; le dernier segment, entre cette route et la rivière Batiscan, est de 0,74 km.
La rivière Propre est un affluent de la rive droite de la rivière Batiscan. Son embouchure est situé à 3,1 km en amont de l'embouchure de la rivière Tawachiche et à 1,3 km en aval du pont du rang Price (situé près du village du Lac-aux-Sables), enjambant la rivière Batiscan.

## Toponymie
L'origine du toponyme rivière Propre est relié à la clarté de l'eau provenant du lac aux Sables. Cette clarté de l'eau donne de l'attrait à la plage du sud-est du lac aux Sables qui attire des dizaines de milliers de baigneurs et de plaisanciers à chaque année. À partir de l'embouchure de ce lac de tête, il possible de marcher dans l'eau de la rivière Propre. Les marcheurs dans l'eau rencontrent un fonds rocheux sous le pont de la décharge du lac, sableux dans la zone du terrain de camping et finalement des zones d'herbes aquatiques après environ un demi kilomètre de marche. Plusieurs plaisanciers parcourent en kayac la rivière Propre entre le lac aux Sables et le lac Huron. Ce toponyme a été inscrit le 5 décembre 1968 à la Banque des noms de lieux de la Commission de toponymie du Québec.